# Панснер, Лаврентий Иванович
Лаврентий Иванович Панснер (1777—1851) — русский учёный немецкого происхождения, геолог, минералог, нумизмат и топограф, статский советник.
Родился в Арнштадте (княжество Шварцбург-Зондерсгаузен). В 1800 году окончил богословский факультет Йенского университета.
Приехал в Россию в 1803 году и поступил на службу в картографическое депо, где находился до 1817 года. В 1805—1807 годах был в составе русского посольства в Китае в качестве минералога и физика. Составил карты Колывано-Воскресенского горного округа и части Средней Азии, изданные Военно-Топографическим депо в 1816 году. Изобрёл дорожный барометр и способ определения расстояния с помощью звука.
Идейный вдохновитель создания Русского Минералогического Общества и первый его директор (1817—1824). Автор устава Общества, утверждённого 12 июня 1817 года.
В 1818—1822 годах — ординарный профессор кафедры минералогии Главного педагогического института. В 1819—1824 годах — инспектор классов в Санкт-Петербургском Воспитательном Доме. В 1822 году покинул университет после репрессий против профессоров, проводимых Д. П. Руничем.
С 3 мая 1826 по 15 апреля 1834 года — директор Санкт-Петербургского Коммерческого училища. В 1834 году вышел в отставку в чине статского советника, после чего уехал на родину в Арнштадт.
Научные интересы Панснера включали изучение удельного веса и твёрдости минералов. В годы службы в Санкт-Петербургском Коммерческом училище занимался нумизматикой. После отставки продолжил научные занятия.

### Труды
- «Der Pyrotelegraph, oder Beschreibung wie man bei Nacht das Ort eines Feuers schnell und richtig bestimmen kann». Jena, 1801 (тоже перепечатано в 1829 г.; Leipzig);
- «Französisch-Deutsches Mineralogisches Wörterbuch». 8°, Iena u. Leipzig. 1802;
- «Das Keisebarometer». St.-Petersb., 1808;
- «Specimen inaug. mathematicum de proprietate et usu lineae meridianae». Iena, 1809;
- «Versuch einer deutlichen Darstellung der Methode Distanzen durch Schall zu bestimmen. Zum militär·. Gebrauch entworfen». St.-Petersb., 1812;
- «Resultate der Untersuchungen über die Härte und specifische Schwehre der Mineralien». St.-Petersb., 1813;
- «Versuch einer Tabellarischen Uebersicht d. Russ. Münzen», (4 Tafeln). St.-Petersb., 1833;
- «Höhen der Oerter über die Meeresfläche im Europ. — und Asiat. Russland, aus Barometerbeobachtungen, die während der Reise nach China in den Jahren 1805—1807, so wie auf einigen späteren Reisen im Russ. Reiche angestellt wurden». Berlin, 1836;
- Предисловие к сочинению Thompson’a o крыжовнике (1846);
- «Versuch einer Monographie d. Stachelbeeren» (посмертный труд), bearbeitet und geordnet von Maurer. Iena, 1852.
- Опыт обозрения российских монет в виде таблицы. — 2-е изд., значит. умнож. и испр. — [Санкт-Петербург] ценз. 1883. — 4 отд. л. табл. в обл.-папке; 35х51. В конце предисл. авт.: Dr. Lorenz Pansner

### Семья
Жена — Наталья Гавриловна Качка.